# Ugarci (Bosansko Grahovo)
Ugarci es un pueblo ubicado en el municipio de Bosansko Grahovo, en el cantón 10, Bosnia y Herzegovina.

## Superficie
Posee una superficie de 16,75 kilómetros cuadrados.

## Demografía
Hasta 2013 la población era de 183 habitantes, con una densidad de población de 10,9 habitantes por kilómetro cuadrado.